# 森特頓 (阿肯色州)
森特頓（英語：Centerton）是一個位於美國阿肯色州本頓縣的城市。根據2020年美國人口普查，該地人口為17792人，而該地的面積約為34.29平方千米。

## 地理
森特頓的座標為36°21′42″N 94°17′12″W / 36.36167°N 94.28667°W，而該地的平均海拔高度為382米（即1253英尺）。